# Americká hokejbalová reprezentace
Americká hokejbalová reprezentace je výběrem nejlepších amerických hráčů v hokejbale. Od roku 1998 se účastní mistrovství světa. Tým je řízen Americkým hokejbalovým institutem, který je členem ISBHF. Největším úspěchem amerického výběru je druhé místo z mistrovství světa 2015.

## Účast namistrovstvísvěta
| MS      | Místo konání           | Umístění        |
| ------- | ---------------------- | --------------- |
| MS 1996 | Slovensko (Bratislava) | nezúčastnilo se |
| MS 1998 | Česko (Litoměřice)     | 4. místo        |
| MS 1999 | Slovensko (Zvolen)     | nezúčastnilo se |
| MS 2001 | Kanada (Toronto)       | 8. místo        |
| MS 2003 | Švýcarsko (Sierre)     | 8. místo        |
| MS 2005 | USA (Pittsburgh)       | 9. místo        |
| MS 2007 | Německo (Ratingen)     | 10. místo       |
| MS 2009 | Česko (Plzeň)          | 4. místo        |
| MS 2011 | Slovensko (Bratislava) | 4. místo        |
| MS 2013 | Kanada (St. John's)    | 5. místo        |
| MS 2015 | Švýcarsko (Zug)        | . místo         |
| MS 2019 | Slovensko (Košice)     |                 |
| MS 2022 | Kanada (Laval)         |                 |